# Joost de Soete
Joost de Soete ou de Zoete, seigneur de Villers (ou Villiers), né en 1541 à L'Écluse et mort en mars 1589 à La Haye), est un noble néerlandais et field marshal qui prit part à la guerre de quatre-vingt ans durant les premières années de cette dernière.

## Biographie
De Soete était le troisième fils d'Alexandre de Zoete, chevalier et gouverneur du Zélande, et de Johanna van Ranst, dame de Hautin qui se marièrent en 1502.
En 1580, il fut nommé commandeur de Bouchout. En mars 1589, il fut mortellement blessé lors de la Trahison de Geertruidenberg mais transporté avant à La Hague où il décéda.

## Armoiries
Ses armes sont "De sable au chevron d'argent".